# Масіела Луша
Масіела Луша (алб. Masiela Lusha, нар. 23 жовтня 1985, Тирана, Албанія)  — американська поетеса, акторка, продюсерка та філантропка, яка стала популярною після фільмування у телесеріалі «Джордж Лопез» та фільмі «Останній вампір». Переклала вірші та молитви Матері Терези і написала кілька книжок різними мовами.

## Життєпис
Масіела Луша провела своє дитинство головним чином у Албанії, Угорщині і Австрії. Вона навчалась балету у Відні, а згодом переїхала до Мічигану у 1993 році, де продовжила вивчення різних видів танців. Масіела стала знаменитою, граючи роль пристрасної й бунтівної Кармен Лопез протягом п'яти років, у серіалі «Джордж Лопез», який був створений кінокомпанією Warner Brothers. Саме ця роль зробила її відомою телезіркою ще у віці 20 років. Згодом вона з'явилась у таких фільмах як: «Мертвий», «Кеті Мелоун», «Балада занепалих ангелів», «Виклик», «Батьківська любов», «Час Комети» і у фільмі, створеному кінокомпанією Sony Pictures Entertainment, «Останній вампір». На знак визнання її роботи, Луша двічі підряд була удостоєна премії «Молодий актор» як найкраща молода комедійна і драматична актриса. У 2007 році вона заснувала продюсерську компанію Illuminary Pictures, яка з того часу відзняла 2 фільми. Протягом своєї кар'єри кілька разів потрапляла у списки найбільш стильно одягнутих знаменитостей.

## Фільмографія
| Рік       |    | Українська назва                         | Оригінальна назва                   | Роль                        |
| --------- | -- | ---------------------------------------- | ----------------------------------- | --------------------------- |
| 2000      | ф  |                                          | Father's Love                       | Ліза                        |
| 2001      | с  | Ліззі Макгвайр                           | Lizzie McGuire                      | подруга                     |
| 2002      | ф  |                                          | Las muertas de Jaurez               | Арачеллі                    |
| 2002—2007 | с  | Джордж Лопез                             | George Lopez                        | Кармен Лопез                |
| 2003—2005 | мс |                                          | Clifford's Puppy Days               | Ніна Флорес                 |
| 2004      | ф  |                                          | Cherry Bomb                         | Кім                         |
| 2006      | с  | Закон і порядок: Злочинні наміри         | Law & Order: Criminal Intent        | Міра                        |
| 2008      | ф  | Час комети                               | Time of the Comet                   | Агнес                       |
| 2009      | ф  | Кров: Останній вампір                    | Blood: The Last Vampire             | Шерон                       |
| 2009      | ф  |                                          | Ballad of Broken Angels: Harmony    | Рокс                        |
| 2010      | ф  | Привид на продаж                         | Kill Katie Malone                   | Джинджер                    |
| 2012      | ф  |                                          | The Architect                       | Іліріана                    |
| 2013      | ф  | Війни орків                              | Dragonfyre                          | принцеса Алея               |
| 2014      | ф  | У тиші                                   | Of Silence                          | Аннабель                    |
| 2014      | ф  | Фатальний інстинкт                       | Fatal Instinct                      | Мелісса Гейтс               |
| 2014      | с  | Управління гнівом                        | Anger Management                    | Моллі                       |
| 2016      | тф | Акулячий торнадо 4: Четверте пробудження | Sharknado: The 4th Awakens          | Джеміні                     |
| 2017      | ф  | Затаврований                             | Branded                             | Донна                       |
| 2017      | тф | Забуте зло                               | Forgotten Evil                      | Рене / Джейн Доу / Вероніка |
| 2017      | с  | Лопез                                    | Lopez                               | сама себе                   |
| 2017      | тф | Акулячий торнадо 5: Глобальне роїння     | Sharknado 5: Global Swarming        | Джеміні                     |
| 2018      | тф | Останній торнадо акули: якраз вчасно     | The Last Sharknado: it's About Time | Джеміні                     |
| 2019      | тф | Різдво мого найкращого друга             | My Best Friend's Christmas          | Белла Веґа                  |
| 2023      | ф  | Готель Данте                             | Dante's Hotel                       | Марджорі                    |